# Kaggle
Kaggle ist eine Online-Community, die sich an Datenwissenschaftler richtet. Kaggle ist im Besitz der Google LLC. Der Hauptzweck von Kaggle ist die Organisation von Data-Science-Wettbewerben. Die Anwendungspalette ist im Laufe der Zeit stetig vergrößert worden. Heute ermöglicht Kaggle es Anwendern unter anderem auch, Datensätze zu finden und zu veröffentlichen, Modelle in einer webbasierten datenwissenschaftlichen Umgebung zu erforschen und zu entwickeln und mit anderen Datenwissenschaftlern und Ingenieuren des maschinellen Lernens zusammenzuarbeiten. Kaggle bietet auch eine öffentliche Datenplattform, eine Cloud-basierte Workbench für die Datenwissenschaft und eine Kurzform der KI-Ausbildung an.
Anwendungsgebiete im Bereich Big Data, Maschinelles Lernen oder Data-Mining sind beispielsweise AIDS-Forschung, Notenvergabe in Schulen, Optimierung von Flugplänen, Bestimmung von Grippewellen und Erkennung von Walgesang, außerdem zur Voraussage der Platzierungen des Eurovision Song Contests. Die Preisgelder für Wettbewerbe erreichen teils Millionenhöhe.
Kaggle wurde 2010 von Anthony Goldbloom und Ben Hamner gegründet.
Am 8. März 2017 verkündete Google die Übernahme von Kaggle.
Im Juni 2017 gab Kaggle bekannt, mehr als eine Million registrierte Nutzer zu haben.